# Charles Judels
Charles Judels (Amsterdam, 17 agosto 1882 – San Francisco, 14 febbraio 1969) è stato un attore e doppiatore statunitense di origini olandesi.

## Biografia
Judels recitò come doppiatore in Pinocchio (1940), dove caratterizzò Stromboli e il Postiglione. Fu uno dei più grandi caratteristi degli anni venti e degli anni trenta.
Morì nel 1969, a 86 anni.

## Filmografia
- Old Dutch, regia di Frank Hall Crane (1915)
- The Commuters, regia di George Fitzmaurice (1915)
- Little Old New York, regia di Sidney Olcott (1923)
- Under the Red Robe, regia di Alan Crosland  (1923)
- Giustizia dei ghiacci (Frozen Justice), regia di Allan Dwan (1929)
- Fifì dimmi di sì (Hot for Paris), regia di Raoul Walsh (1929)
- Let's Go Places, regia di Frank R. Strayer (1930)
- Come nasce l'amore (The Big Party), regia di John G. Blystone (1930)
- Cheer Up and Smile, regia di Sidney Lanfield (1930)
- Oh, Sailor Behave, regia di Archie Mayo (1930)
- College Lovers, regia di John G. Adolfi (1930)
- The Doorway to Hell, regia di Archie Mayo (1930)
- The Life of the Party, regia di Roy Del Ruth (1930)
- Captain Thunder, regia di Alan Crosland (1930)
- The Easiest Way, regia di Jack Conway (1931)
- 50 Million Frenchmen, regia di Lloyd Bacon (1931)
- God's Gift to Women, regia di Michael Curtiz (1931)
- Sempre rivali (Women of All Nations), regia di Raoul Walsh (1931)
- Gold Dust Gertie, regia di Lloyd Bacon (1931)
- That's News to Me, regia di Arvid E. Gillstrom (1931)
- The World Flier, regia di Del Lord - cortometraggio (1931)
- Take 'em and Shake 'em, regia di William Goodrich (Roscoe 'Fatty' Arbuckle) (1931)
- War Mamas, regia di Marshall Neilan (1931)
- The Tamale Vendor, regia di William Goodrich (1931)
- Moonlight and Cactus, regia di William Goodrich (Roscoe 'Fatty' Arbuckle) (1932)
- High Pressure, regia di Mervyn LeRoy (1932)
- Un'ora d'amore, regia di Ernst Lubitsch e George Cukor (1932)
- Une heure près de toi, regia di Ernst Lubitsch e George Cukor (1932)
- Fifi, regia di Roy Mack (1933)
- The Double-Crossing of Columbus, regia di Joseph Henabery (1933)
- Salt Water Daffy
- Close Relations
- Gobs of Fun (1933)
- The Good Bad Man (1933)
- Tomalio, regia di Ray McCarey (1933)
- Howd' Ya Like That? regia di Ray McCarey (1934)
- North of Zero, regia di Jack White (1934)
- Pugs and Kisses, regia di Ray McCarey - cortometraggio (1934)
- Daredevil O'Dare, regia di Ralph Staub - cortometraggio (1934)
- My Grandfather's Clock, regia di Felix E. Feist (1934)
- Il grande Barnum (The Mighty Barnum), regia di Walter Lang (1934)
- La notte è per amare (The Night Is Young), regia di Dudley Murphy (1935)
- Symphony of Living, regia di Frank R. Strayer (1935)
- Un incantevole aprile (Enchanted April), regia di Harry Beaumont (1935)
- The Florentine Dagger, regia di Robert Florey (1935)
- King Solomon of Broadway, regia di Alan Crosland (1935)
- Give Us This Night, regia di Alexander Hall (1936)
- Il paradiso delle fanciulle (The Great Ziegfeld), regia di Robert Z. Leonard (1936)
- San Francisco, regia di W. S. Van Dyke (1936)
- Il mio amore eri tu (Suzy), regia di George Fitzmaurice (1936)
- I'd Give My Life, regia di Edwin L. Marin (1936)
- Mister Cinderella, regia di Edward Sedgwick (1936)
- Rose Bowl, regia di Charles Barton (1936)
- Along Came Love, regia di Bert Lytell (1936)
- The Big Show, regia di Mack V. Wright e Joseph Kane (1936)
- La conquista del West (The Plainsman), regia di Cecil B. De Mille (1936)
- Amore in corsa (Love on the Run), regia di W. S. Van Dyke (1936)
- Con l'aiuto della luna (When's Your Birthday?), regia di Harry Beaumont (1937)
- Swing High, Swing Low, regia di Mitchell Leisen (1937)
- Primavera (Maytime), regia di Robert Z. Leonard (1937)
- Song of the City, regia di Errol Taggart (1937)
- Mountain Music, regia di Robert Florey (1937)
- Rhythm in the Clouds, regia di John H. Auer (1937)
- Marry the Girl, regia di William C. McGann (1937)
- It Can't Last Forever, regia di Hamilton MacFadden (1937)
- The Life of the Party, regia di William A. Seiter (1937)
- Porky's Garden, regia di Tex Avery (1937) - voce
- La gelosia non è di moda (Wife, Doctor and Nurse), regia di Walter Lang (1937)
- La sposa vestiva di rosa (The Bride Wore Red), regia di Dorothy Arzner (1937)
- Vivi ama e impara (Live, Love and Learn), regia di George Fitzmaurice (1937)
- Fight for Your Lady , regia di Ben Stoloff (1937)
- L'isola delle perle (Bassa marea)  (Ebb Tide), regia di James P. Hogan (1937)
- High Flyers, regia di Edward F. Cline (1937)
- You're Only Young Once, regia di George B. Seitz (1937)
- Una ragazza allarmante (Love and Hisses), regia di Sidney Lanfield  (1937)
- Pazza per la musica (Mad About Music), regia di Norman Taurog (1938)
- Reckless Living (1938)
- Stolen Heaven (1938)
- Hold That Kiss (1938)
- Snow Gets in Your Eyes (1938)
- Avventura a Vallechiara o Noi e... la gonna (Swiss Miss), regia di John G. Blystone, Hal Roach (1938)
- Gold Diggers in Paris (1938)
- Passport Husband (1938)
- Flirting with the Fate, regia di Frank McDonald (1938)
- Spregiudicati (Idiot's Delight), regia di Clarence Brown (1939)
- The Ice Follies of 1939, regia di Reinhold Schünzel (1939)
- La signora dei tropici (Lady of the Tropics), regia di Jack Conway (1939)
- Ninotchka, regia di Ernst Lubitsch (1939)
- That's Right - You're Wrong, regia di David Butler (1939)
- Henry Goes Arizona, regia di Edwin L. Marin (1939)
- Balalaika, regia di Reinhold Schünzel (1939)
- Pinocchio (1940) - voce
- L'isola del diavolo (Strange Cargo), regia di Frank Borzage (1940)
- Viva Cisco Kid (1940)
- It All Came True (1940)
- On Their Own (1940)
- Lo stalliere e la granduchessa (1940)
- Gold Rush Maisie (1940)
- Girl from Avenue A (1940)
- Lo sconosciuto del terzo piano (1940)
- T'amerò follemente (1940)
- Notti argentine (Down Argentine Way), regia di Irving Cummings (1940)
- Soldato di cioccolata (The Chocolate Soldier), regia di Roy Del Ruth (1941)
- A Close Call for Ellery Queen (1942)
- Gente allegra (Tortilla Flat) (1942)
- Musica sulle nuvole (1942)
- Morgan il bandito (1942)
- Terra di conquista, regia di William C. McGann (1942)
- The Hard Way, regia di Vincent Sherman (1943)
- Kid Dynamite (1943)
- Nasce una stella (Something to Shout About), regia di Gregory Ratoff (1943)
- Swing Your Partner (1943)
- Mademoiselle Du Barry (DuBarry Was a Lady), regia di Roy Del Ruth (1943)
- Il signore in marsina (I Dood It) (1943)
- L'ostaggio (Northern Pursuit), regia di Raoul Walsh (1943)
- Career Girl
- Ritmi di Broadway (Broadway Rhythm), regia di Roy Del Ruth  (1944)
- Knickerbocker Holiday, regia di Harry Joe Brown  (1944)
- Kismet, regia di William Dieterle  (1944)
- Off Again, on Again, regia di Jules White - cortometraggio  (1945)
- Two Local Yokels, regia di Jules White - cortometraggio (1945)
- Una campana per Adano (A Bell for Adano), regia di Henry King (1945)
- Sunbonnet Sue, regia di Ralph Murphy (1945)
- Sangue all'alba (Whistle Stop), regia di Léonide Moguy (1946)
- Tangeri città di avventurieri (Tanger), regia di George Waggner (1946)
- The Hoodlum Saint, regia di Norman Taurog (1946)
- In Old Sacramento, regia di Joseph Kane (1946)
- Her Adventurous Night (1946)
- Plainsman and the Lady (1946)
- L'invincibile Mc Gurk (1947)
- E ora chi bacerà (1947)
- Pian della morte (Panhandle), regia di Lesley Selander (1948)
- Sansone e Dalila (Samson and Delilah), regia di Cecil B. DeMille (1949)

## Doppiatori italiani
- Mario Besesti in Pinocchio (Mangiafuoco)
- Loris Gizzi in Pinocchio (Postiglione)